# 陸趙璧
陆赵璧（?—?），唐朝苏州吴县（今江苏省苏州市）人，陆士季之孙。
开元初年，他的哥哥奉礼郎陆南金曾经藏匿犯罪的太常少卿卢崇道。唐玄宗派侍御史王旭调查，捕获卢崇道、陆南金。陆赵璧去见王旭，说：“藏匿卢崇道是我，请代兄而死。”陆南金说弟弟是自诬，他自己应当伏罪。兄弟请死，王旭问其缘故。陆赵璧说：“亡母未葬，小妹未嫁，兄是嫡长，能干家事。我自幼玩劣，活着无益，自请赴死。”王旭上奏，唐玄宗嘉赏他们友爱，全都宽免。